# Холмянский, Эфраим
Эфраим (Александр Григорьевич) Холмянский (род. 5 июня 1950, Москва, СССР) — советский активист еврейского движения, отказник, узник Сиона.

## Биография
Был пропагандистом изучения языка иврит в СССР, постепенно стал одним из ведущих преподавателей и встал во главе нелегальной сети преподавания этого языка в разных городах СССР. По воспоминаниям самого Холмянского, «устойчивые группы по изучению иврита действовали в 20 городах. Ещё в 30 городах по разным причинам до создания устойчивых групп дело не дошло, но люди, изучавшие иврит не по самоучителю и время от времени выходившие на контакт с нами, были и там».
Холмянский попал в сферу внимания Комитета Государственной Безопасности СССР, который установил за ним слежку. Он был арестован в 1984 г. в Эстонии и находился в предварительном заключении в Таллине. 29 августа 1984 г. в московской квартире Холмянского был проведён обыск, при котором был будто бы обнаружен пистолет системы «Вальтер» и патроны (в ходе дальнейшего расследования, однако, обвинение в незаконном хранении оружия было с него снято и он был осуждён только за хранение патронов). Подсудимый объявил бессрочную голодовку, которую продолжал и после приговора, перешёл на сухую голодовку, при госпитализации Холмянского в тюремную больницу его вес был 42.5 кг при росте 172 см. Администрация применяла к Холмянскому насильственное кормление, карцер и другие методы воздействия. Упорная борьба Холмянского, сколько можно судить, привела к относительно короткому сроку заключения 1.5 года. После освобождения получил разрешение на выезд в Израиль, куда прибыл с семьёй.
В борьбе за освобождение Холмянского участвовали госсекретарь Джордж Шульц, три сенатора, в том числе Э. Кеннеди, десять конгрессменов, известный историк Мартин Гилберт, и множество других лиц. Иногда удавалось заручиться поддержкой премьеров других стран: М. Тэтчер, Боб Хок. Всё дело Холмянского можно рассматривать как ценный исторический документ о борьбе за права человека в СССР времён застоя.
В настоящее время ведёт религиозный образ жизни, живёт в Израиле в городе Маале-Адумим. Отец пятерых детей.

## В кино
- Документальный фильм «Refusenik»